# New Hampshire General Court
New Hampshire General Court är delstatsstyrets lagstiftande församling i den amerikanska delstaten New Hampshire med två kammare.
Liksom grannstaten Massachusetts så har även deras lagstiftande församling namnformen General Court som de enda två i USA. 

## Senaten
New Hampshires senat (engelska: New Hampshire Senate) har 24 senatorer som är valda i majoritetsval från 24 distrikt som väljs för 2-åriga mandatperioder. För att vara valbar krävs 30 års ålder, sju års bosättning i delstaten innan valdagen samt att vederbörande bor i distriktet. Senatorernas arvode är enbart 100 amerikanska dollar per år.
Senaten konstituerades 1784. Då New Hampshire saknar viceguvernör träder istället senatens president (talman) in som tillförordnad guvernör vid vakans i ämbetet eller då guvernören befinner sig utanför delstatens gränser.

## Representanthuset
New Hampshires representanthus (engelska: New Hampshire House of Representatives) har 400 ledamöter som är valda från 204 distrikt som tjänstgör i 2-åriga mandatperioder. I distrikt med mer än en ledamot ges väljaren antalet röster per antalet ledamöter från distriktet, vilket i praktiken uppmuntrar till blockröstning efter politiskt parti.
Det stora antalet ledamöter i proportion till delstatens befolkning var ett medvetet val från delstatens grundlagsfäder vid bildandet 1776 för att hålla styret nära folket. Sedan en ändring i New Hampsires konstitution från 1942 så är antalet ledamöter begränsat till 400. Arvodet för representanthusets ledamöter är begränsat till 100 amerikanska dollar per år.
Representanthuset har sammanträtt i sin kammare i New Hampshire State House sedan dess byggnaden färdigställdes 1819, vilket gör den till den längst kontinuerliga mötesplatsen för en lagstiftande församlings andra kammare i hela USA. De första kvinnliga ledamöterna inträdde 1921.

## Bildgalleri

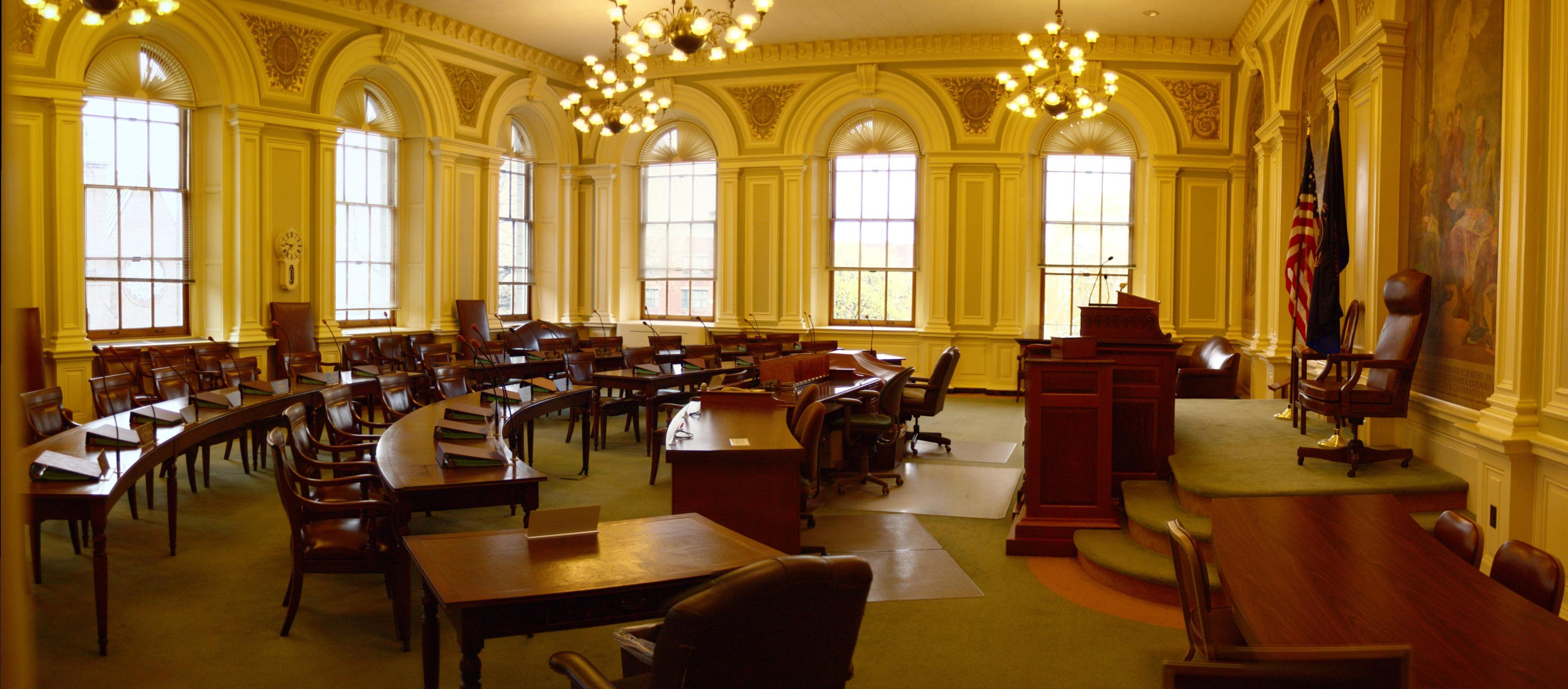
Senatens kammare
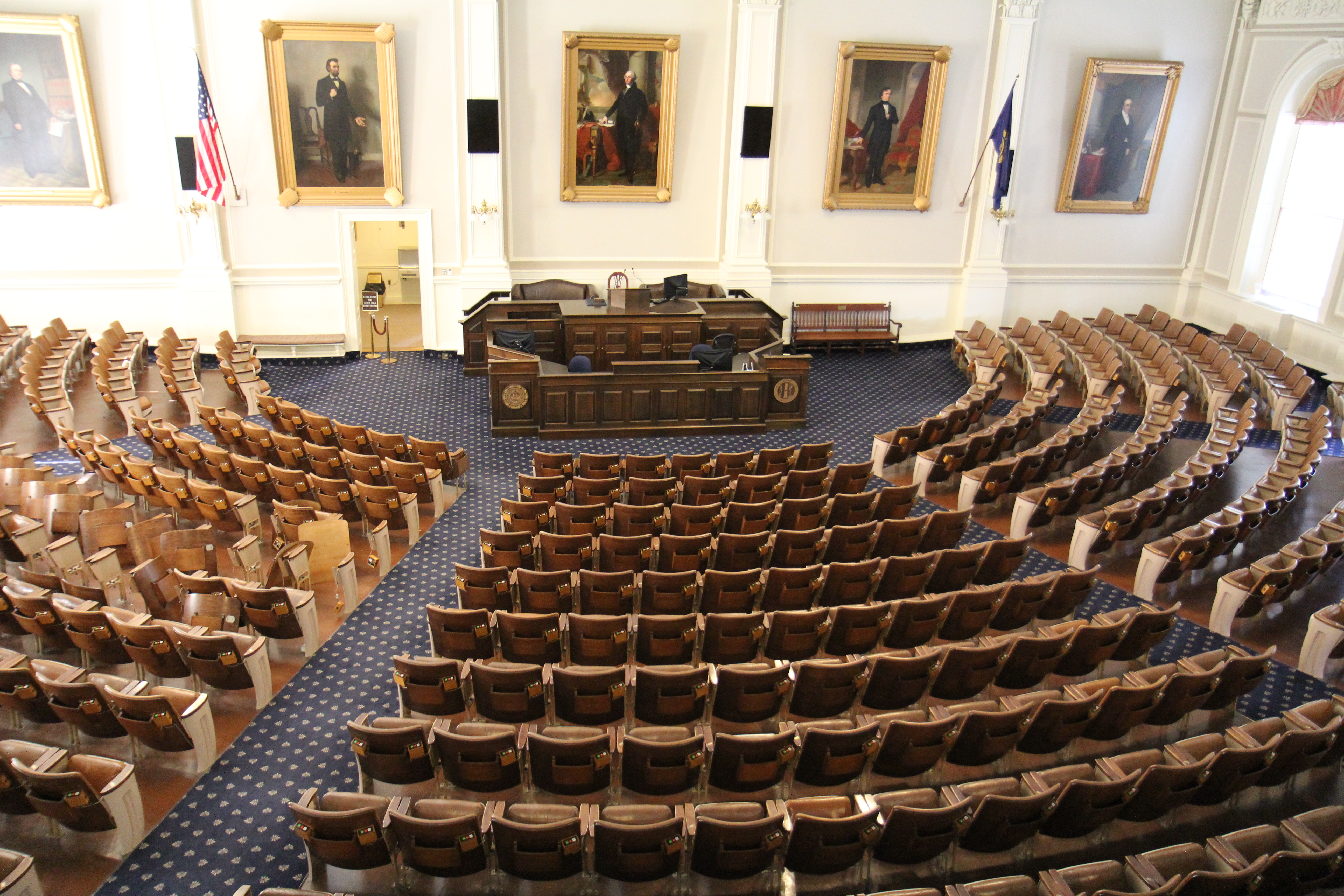
Representanthusets kammare